# 清水保夫
清水 保夫（しみず やすお、1916年3月31日 - 1991年12月16日）は、日本の経営者。山口県出身。

## 経歴
1937年に浜松高等工業学校応用化学科を卒業し、同年に宇部興産（現：UBE）の前身である宇部窒素工業に入社。
軍隊生活を経て、1967年11月に取締役に就任し、1971年5月に常務、1977年12月に専務を歴任し、1983年6月に社長に就任した。。1991年5月には会長に就任。
1991年12月16日肝不全のために死去。75歳没。

## 関連書籍
- 人事興信所 編『人事興信録 第36版 上』人事興信所、1991年。

| ビジネス      | ビジネス                            | ビジネス      |
| ------------- | ----------------------------------- | ------------- |
| 先代 水野一夫 | 宇部興産社長 第6代：1983年 - 1991年 | 次代 中東素男 |